# Tigre (Argentina)
Tigre è una città argentina, della provincia di Buenos Aires, capoluogo dell'omonimo dipartimento. Situata nella parte settentrionale dell'area metropolitana della Grande Buenos Aires, è un importante centro economico, culturale e turistico.

## Geografia
Tigre è situata sul margine meridionale del delta del Paraná, lungo le rive dei fiumi Luján e Reconquista, a 28 km a nord di Buenos Aires.

## Storia
Nell'agosto 1806 un gruppo di miliziani creoli guidati da Santiago de Liniers sbarcò nei pressi dell'odierna Tigre, allora conosciuta come Las Conchas, per dirigersi verso Buenos Aires, allora occupata dai britannici.
La città sorse nel 1820 dopo che alcune inondazioni avevano distrutto altri insediamenti nella regione. Il toponimo deriva dalle tigri o giaguari cacciati occasionalmente nella regione nei primi tempi. L'area fu abitata inizialmente da agricoltori europei, e il porto si sviluppò servendo la zona del delta, e consentendo il trasporto di frutta e legno dal delta e dai porti situati a monte lungo il corso del Paraná. Sul finire del XIX secolo Tigre divenne sede di vari club remieri fondati dalle varie comunità di immigrati presenti in Argentina.
Tigre ha recentemente visto un consistente aumento demografico dovuto principalmente al trasferimento da altri settori della Grande Buenos Aires.

## Monumenti e luoghi d'interesse
- Chiesa dell'Immacolata Concezione
- Villa Carmen, storica villa eretta nel 1910 dall'architetto italiano Alfredo Olivari.

## Cultura

### Istruzione

#### Musei
- Museo d'Arte di Tigre "Ricardo Ubieto"
- Museo Navale della Nazione
- Museo Storico della Prefectura Naval Argentina
- Museo della Riconquista
- Casa Museo Sarmiento
- Casa Museo "Haroldo Conti"
- Casa Museo Xul Solar

## Economia
La città è ricca di negozi d'antiquariato e di bar e ristoranti sul lungofiume. È una meta turistica frequentata durante tutto l'anno, rinomata per la bellezza del luogo e per la possibilità di navigare lungo il Paraná. Nei pressi della stazione di Tigre, i turisti possono compiere escursioni verso alcune delle numerose isole del delta, su battelli che fungono anche da mezzo di trasporto per i residenti. Molte isole dispongono di ristoranti e mostrano la più ampia varietà di abitazioni, da umili baracche ad eleganti ville, site lungo i numerosi canali che attraversano la regione come in un labirinto.

## Infrastrutture e trasporti

### Strade
La principale via d'accesso a Tigre è la strada nazionale A003, un raccordo che unisce la città alla rete autostradale dell'area metropolitana bonaerense.

### Ferrovie
Tigre è servita da una stazione ferroviaria della linea suburbana Mitre, che unisce il centro di Buenos Aires alla parte nord dell'area metropolitana bonaerense. Una seconda linea ferroviaria, il Treno della Costa (Tren de la Costa) serve la città con due fermate (Delta e Canal San Fernando).

### Porti
Dal porto di Tigre partono numerose lance per le isole del delta del Paraná e per l'Uruguay.

## Sport
Tigre è sede di alcuni tra i più importanti club remieri d'Argentina: il Buenos Aires Rowing Club, i Canottieri Italiani, il Club de Remo Teutonia, il Tigre Boat Club, il Club Náutico Hacoaj, il Club de Remeros Escandinavos, il Club de Regatas La Marina, il Club de Regatas Hispano Argentino, il Club Suizo de Buenos Aires ed il Club de Regatas L'Aviron.